# 妖怪手表2
《妖怪手表2》是Level-5开发并发行的角色扮演游戏，和2013年前作《妖怪手表》同样对应任天堂3DS平台。作品分为《元祖》和《本家》两个版本，于2014年7月在日本推出。2014年12月，略微强化的第三版《妖怪手表2 真打》推出。

## 登場角色

### 主要人類角色
天野景太
國小5年級生，11歲。五年二班。就讀日本櫻花新誠櫻花第一小學五年二班。
木靈文花
國小5年級生。11歲，五年二班。留著長頭髮並紮成一束馬尾，帶著粉紅蝴蝶結。
天野景藏
天野景太的爺爺，也是妖怪手錶的創始人。喜歡漫畫《鬥志假面》。

### 主要妖怪角色
威斯帕
幽靈造型的妖怪管家。
吉胖喵
紅色貓又造型的地縛靈，生前曾被卡車撞死。
小石獅
生前是神社裡的寵物狗，被神社中的狛犬（石獅）壓死後成為妖怪。
浮游喵
天野景藏的妖怪搭檔。

## 故事
某天夜晚，景太在睡覺時，手上的妖怪手錶發出神秘光線並消失在其中。隔天早上，景太忘了對有關於妖怪手錶的一切事情並像往常一樣在街上閒逛。突然，出現了一只名為「巨大喵」的妖怪，並對其射出某種磁波讓他想起妖怪的事情。這時的景太才想起了有關於妖怪手錶的所有事情，並深感事情的嚴重性。為此景太等人抱著奪回妖怪手錶、解決時間矛盾問題的目的，與浮遊喵一同踏上了過去世界的旅途...

## 遊戲玩法
《妖怪手錶2》是一款RPG類型遊戲。在遊戲中玩家可在街道中自由捕抓昆蟲/釣魚、在商店裡購物或是使用「妖怪指針」和「妖怪透鏡」搜尋並與妖怪戰鬥。在戰鬥過程中，玩家可透過「妖怪轉盤」調整出戰隊伍、清除妖氣、發動絕招和給予食物。此外，玩家也可搭乘電車前往不同地點、使用特殊妖怪造訪舊時代世界或是造訪神秘地點。同時，遊戲也針對不同的晝夜及天氣情況，安排隨機事件。

## 音樂
遊戲音樂由西郷憲一郎製作，並于2014年發佈在各大音樂平台上。

### 主題曲
（元祖）「祭典音樂嘎啦嘎啦砰（祭り囃子でゲラゲラポー）」 
作詞：motsu；作曲、編曲：菊谷知樹；歌：King Cream Soda
（本家）「在戀愛之峰嘎啦嘎啦砰（初恋峠でゲラゲラポー）」
作詞：motsu；作曲、編曲：菊谷知樹；歌：King Cream Soda
（真打）「Gerappo Dance Train（ゲラッポ・ダンストレイン）」 
作詞：motsu；作曲、編曲：菊谷知樹；歌：King Cream Soda

## 銷售
2014年7月，遊戲在發售首周銷量達130萬套，並在持續增長中。
2014年8月，遊戲累積出貨突破200萬套。

## 開發
|                                                       | 在開發第一部作品時，我就開始考慮製作雙版本遊戲。因為孩子們喜歡擁有其他人沒有的東西，所以從營銷的角度來看，發行雙版本的確是一個不錯主意。此外，很多玩家和父母一同遊玩《妖怪手錶》時，往往會因同一款版本而猶豫不決。但如果持有不同版本的話，那麼購買兩者將會變得簡單許多。 |
| ——Level-5 CEO 日野晃博, interview with Weekly Famitsu | |

## 评价
遊戲獲得評論和商業成功。日本雜誌《Fami通》為全部版本皆打出36/40的高分。按該雜誌統計，《元祖/本家》售出315萬套，《真打》售出261萬套。

## 外部鏈接
- 官方網站（页面存档备份，存于）
- 妖怪手錶 系列 官方網站（页面存档备份，存于） （日語）